# Casa sindicatelor și depoul pompierilor (Tiraspol)
Casa sindicatelor și depoul pompierilor este o clădire amplasată pe str. Sverdlov, 28 în Tiraspol, Republica Moldova. Este un monument arhitectural de importanță națională inclus în Registrul monumentelor Republicii Moldova ocrotite de stat cu nr. 28 (municipiul Tiraspol). Datează din anii 1930.